# Massilieurodes sakaki
Massilieurodes sakaki là một loài côn trùng cánh nửa trong họ Aleyrodidae, phân họ Aleyrodinae.
Massilieurodes sakaki được Takahashi miêu tả khoa học đầu tiên năm 1958.